# سيرغي بوبوف
سيرغي بوبوف (بالروسية: Сергей Константинович Попов، 21 سبتمبر 1930 – 25 يونيو 1995) هو منافس ألعاب قوى من الاتحاد السوفيتي، وروسيا، شارك في الألعاب الأولمبية الصيفية 1960، توفي في سانت بطرسبرغ، عن عمر يناهز 65 عاماً.

## جوائز
حصل على جوائز منها:
- وسام الراية الحمراء من حزب العمال
- جائزة سيد الرياضة السوفيتي التشريفية  [لغات أخرى]‏

## روابط خارجية
- سيرغي بوبوف على موقع أوليمبيديا (الإنجليزية)